# Juriën Gaari
Juriën Gaari (23 de dezembro de 1993) é um futebolista profissional curaçauense que atua como defensor.

## Carreira
Juriën Gaari integrou a Seleção Curaçauense de Futebol na Copa Ouro da CONCACAF de 2017.